# Orbitrap

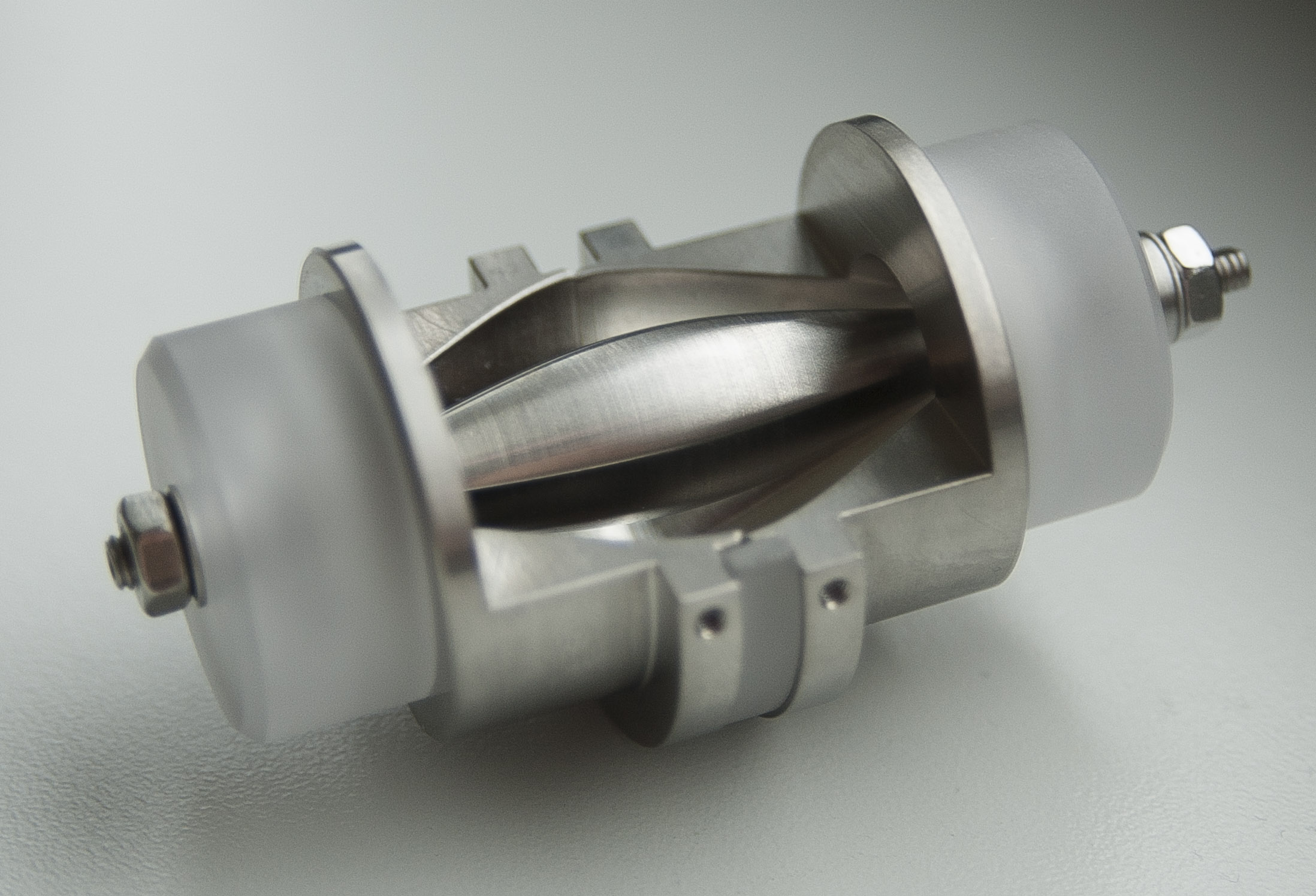
Orbitrap - częściowy przekrój. Zdjęcie zrobiono w zakładzie produkującym spektrometry mas, Thermo Scientific, Brema, Niemcy.

Orbitrap – analizator masy jonów, zbudowany jest z dwóch elektrod zewnętrznych rozdzielonych izolatorem oraz jednej elektrody wewnętrznej (centralnej). W przestrzeni między elektrodami w polu elektrycznym poruszają się jony. 
Elektrody zewnętrzne mają kształt zwężających się na jednym z końców beczek. Elektrody te są ustawione szerszymi końcami do siebie. Wrzecionowata elektroda wewnętrzna umieszczona jest w środku urządzenia, jej oś symetrii pokrywa się z osiami symetrii elektrod zewnętrznych.

## Historia
Orbitrap jest modyfikacją pułapki jonowej (Kingdom trap) opracowanej przez Kingdoma w 1923 roku. Pułapka Kingdoma składa się z cylindrycznej elektrody zewnętrznej oraz cienkiego drutu przebiegającego wzdłuż osi cylindra stanowiącego drugą elektrodę. Między elektrody przyłożone jest statyczne napięcie elektryczne. W 1981 roku Knight przedstawił pułapkę ze zmodyfikowaną elektrodą zewnętrzną, która ogranicza jonów na osi pułapki. Pułapki Kingdoma i Knighta nie były stosowane do analizy mas. Pod koniec lat 90 XX w. Aleksandr Makarow wyznaczył kształt elektrod, przy którym oscylacje podłużne jonów nie zależą od ich prędkości początkowej, rozpoczął tym samym sekwencję ulepszeń technicznych, które doprowadziły do skonstruowania komercyjnego analizatora mas wyprodukowanego przez Thermo Fisher Scientific, jako część instrumentu hybrydowego LTQ Orbitrap w 2005.

## Budowa i zasada działania
Wiązka jonów wprowadzana jest do analizatora przez otwór w elektrodzie zewnętrznej. Natychmiast po wprowadzeniu jonów do analizatora pomiędzy elektrodą centralną i elektrodami zewnętrznymi przykładany jest potencjał elektryczny o napięciu kilku kilowoltów (w najnowszych konstrukcjach 4,5 kV). Jony poruszają się dookoła elektrody wewnętrznej, do której są przyciągane. Odpowiednia prędkość jonów pozwala na utrzymanie ich w ruchu wokół elektrody centralnej. Jony mogą być utrzymywane w analizatorze przez pewien czas, tak więc analizator ten jest pułapką jonową.

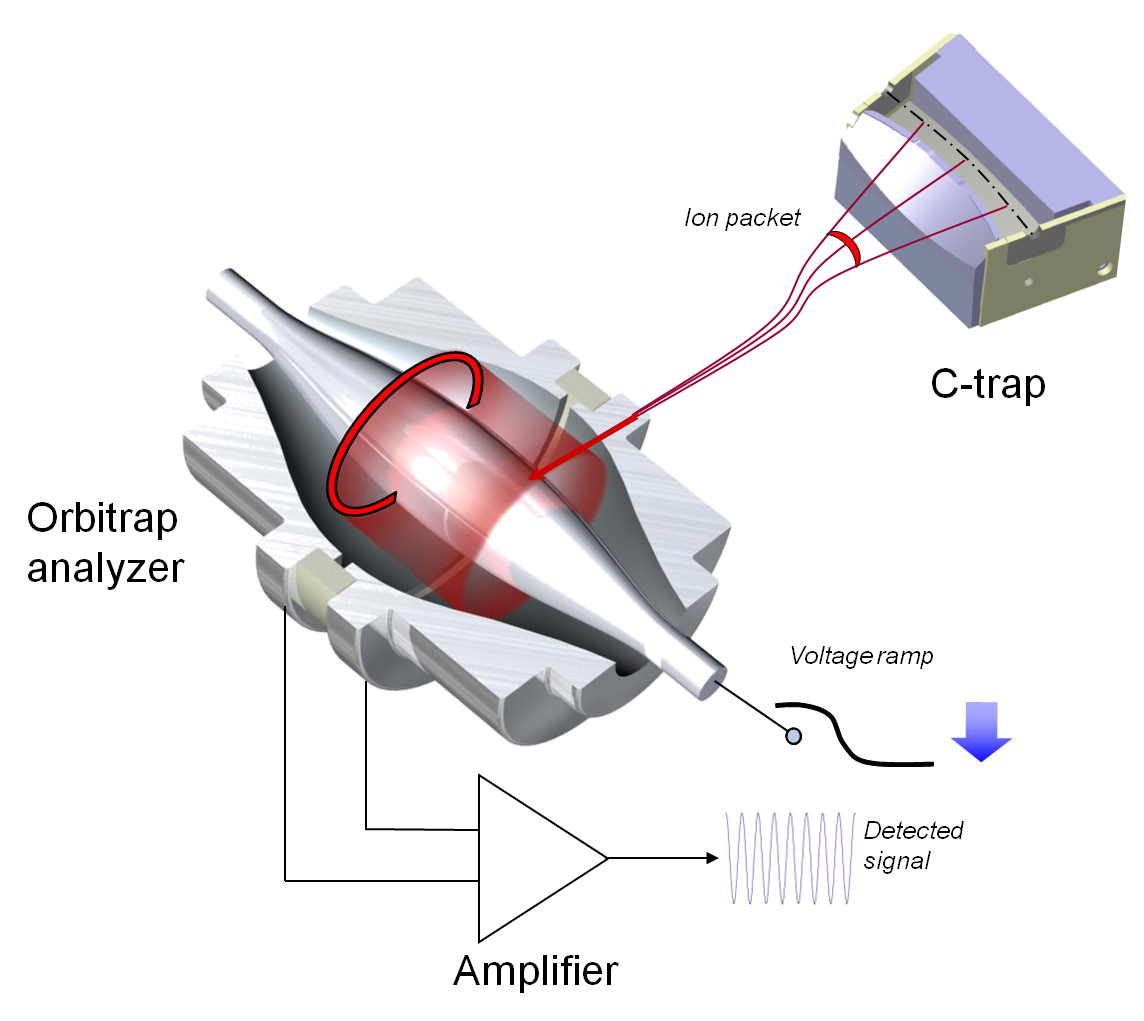
Schemat budowy i działania analizatora Orbitrap. Na czerwono zaznaczono wiązkę jonów ładowanych do analizatora i przestrzeń, w której poruszają się jony.

Jony znajdujące się w analizatorze poruszają się dookoła osi analizatora (elektrody wewnętrznej), jednocześnie przemieszczając się wzdłuż osi. Tak więc ruch jonów można rozłożyć na dwie składowe – ruch dokoła osi analizatora oraz ruch wzdłuż analizatora. Jony wprowadzone do analizatora charakteryzują się różną częstotliwością obiegu dookoła osi analizatora oraz częstotliwością oscylacyjnego ruchu wzdłuż analizatora. Częstotliwość oscylacji jonów wzdłuż analizatora jest zależna od stosunku masy do ładunku jonu, a jednocześnie nie zależy od energii jonu czy kąta, pod którym został on wprowadzany do komory urządzenia. Powoduje to powstanie pierścieni jonów o określonym stosunku masy do ładunku poruszających się wzdłuż analizatora. Poruszająca się wzdłuż analizatora wiązka wytwarza różnicę potencjałów między elektrodami zewnętrznymi. Sygnał ten jest przekształcany w widmo masowe przy pomocy Transformacji Fouriera.
Analizatory Orbitrap charakteryzują się dużą rozdzielczością (obecnie do 350000 przy stosunku masy do ładunku 524 Th) i dokładnością pomiaru masy. Analizatory te, podobnie jak analizatory FT-ICR, są często stosowane w tandemowych spektrometrach mas.